# Pálffy Endre
Pálffy Endre (Maroshévíz, 1908. március 12. – Budapest, 1975. november 16.) erdélyi magyar irodalomtörténész.

## Életútja
Középiskoláit a marosvásárhelyi Református Kollégiumban végezte (1927), majd francia–román szakos tanári diplomát szerzett a kolozsvári I. Ferdinánd Egyetemen; ösztöndíjas volt a párizsi Sorbonne-on (1931). Az irodalomtudomány kandidátusa a budapesti Eötvös Loránd Tudományegyetemen (1957) Haladó román irodalmi irányzatok a XIX. század második felében című disszertációjával. Az irodalomtudományok doktora címet posztumusz, 1976-ban kapta meg.

## Munkássága
Előbb a nagyenyedi Bethlen Kollégiumban volt tanár (1932–1940), majd a naszódi román líceumban igazgató (1941–1944). A háború befejeztével Budapesten a Vallás- és Közoktatási Minisztériumban lett előadó; 1949–1955 között a Pedagógiai Főiskola román tanszékének, 1955-től haláláig az Eötvös Loránd Tudományegyetem román tanszékének vezetője volt.
Fiatal tanárként részt vett a Nicolae Iorga szervezte Vălenii de Munte-i nyári egyetemek kurzusain, ebből az időből származtak kapcsolatai több román íróval és az irodalomtudomány fiatal művelőivel. A Brassói Lapokban tudósítása is jelent meg A. P. Todornak a szabadegyetemen Adyról tartott előadásáról (1938. augusztus 7), s fordításában közölte a lap Ioan Alexandru Brătescu-Voinești egy novelláját (Metamorfózis. 1938. december 18). Iorga lapja, a Neamul Românesc adta közre Mihai Eminescu Szárnyaszegett géniuszát és Madách Az ember tragédiáját összehasonlító tanulmányát (Mihail Eminescu și Emerich Madách. 1939/11–12).
Pályájának második, magyarországi szakaszában több tanulmányban foglalkozott a 19. század második felének román irodalomkritikai irányzataival, Octavian Goga pályafutásával; összehasonlító elemzése jelent meg Arany János és George Coșbuc költészetéről, Titu Maiorescu és Gyulai Pál kritikai nézeteiről. Összeállított román társalgási zsebkönyvet (1960), s megírta a román irodalom összefoglaló történetét magyar olvasók számára (1961).

## Művei
- Magyar nyelvtan és olvasókönyv a román tannyelvű gimnáziumok 1. valamint a polgári iskolák felső osztályai számára; szerk. Kelemen Béla, T. Pálffy Endre; Egyetemi Ny., Bp., 1941
- Pálffy Endre–Domokos Sámuelː Istoria literaturii române pentru clasa a 3-a medie. Manual provizoriu; Ed. Manual. Didactice, Bp., 1953
- Román társalgási zsebkönyv; Tankönyvkiadó, Bp., 1960 (Tanuljunk nyelveket!)
- A román irodalom története; Gondolat, Bp., 1961
- Román társalgási zsebkönyv; 5. átdolg., bőv. kiad.; Tankönyvkiadó, Bp., 1968 (Tanuljunk nyelveket!)
- Mészáros György–Pálffy Endreː Gramatica limbii române. Col. gen. 5–6. clas.; Tankönyvkiadó, Bp., 1969
- George Coșbuc élete és költészete; Akadémiai, Bp., 1973